# Pangbe állomás
A Pangbe (Bangbae) állomás a szöuli metró 2-es vonalának állomása; Szöul Szocsho-ku (Seocho-gu) kerületében található.

## Viszonylatok
| 2-es vonal                                    | 2-es vonal | 2-es vonal                                                        |
| --------------------------------------------- | ---------- | ----------------------------------------------------------------- |
| Szocsho (Seocho) (külső oldal) Városháza felé | fő vonal   | Szadang (Sadang) (belső oldal) Cshungdzsongno (Chungjeongno) felé |